# ワナマント郡

ワナマント郡
Wanament

ワナマント郡（ワナマントぐん、ハイチ語: Wanament、フランス語: Ouanaminthe）は、ハイチ北東県東部の内陸の郡。北西にフォーリベーテ郡、南東にヴァリエ郡、東にドミニカ共和国ダハボン州と接する。
北部にワナマント、南東部にカポチーユ、南にモントーガニゼの3つのコミーンが置かれている。郵便番号は22から始まる。

## 脚註
1. 1 2  “Haiti: administrative units, extended”.   GeoHive.com. 2016年10月5日時点のオリジナルよりアーカイブ。2021年8月10日閲覧。
2. ↑  “POPULATION TOTALE, POPULATION DE 18 ANS ET PLUS MÉNAGES ET DENSITÉS ESTIMÉS EN 2015” (pdf).   Institut Haïtien de Statistique et d’Informatique (IHSI). pp. 16 - 17 (2015年3月). 2021年8月10日閲覧。